# فيرماخت بريشت

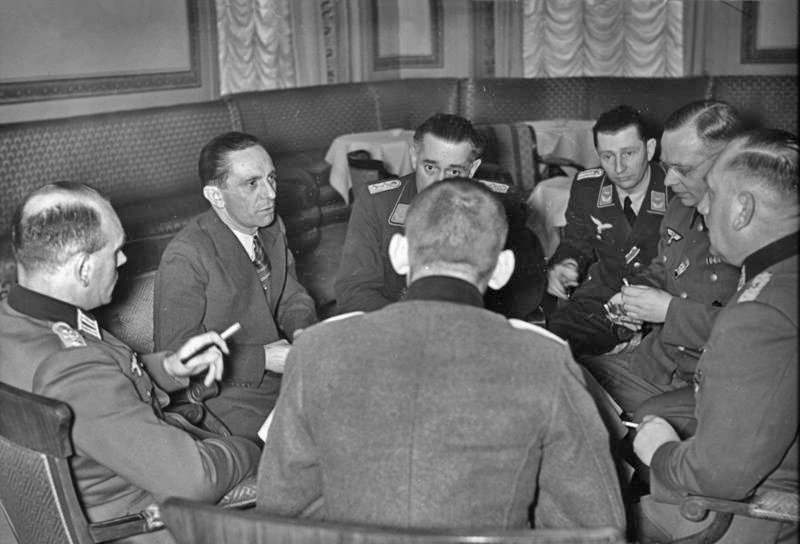
جوزيف غوبلز مع ضباط دعاية الفيرماخت، 1941

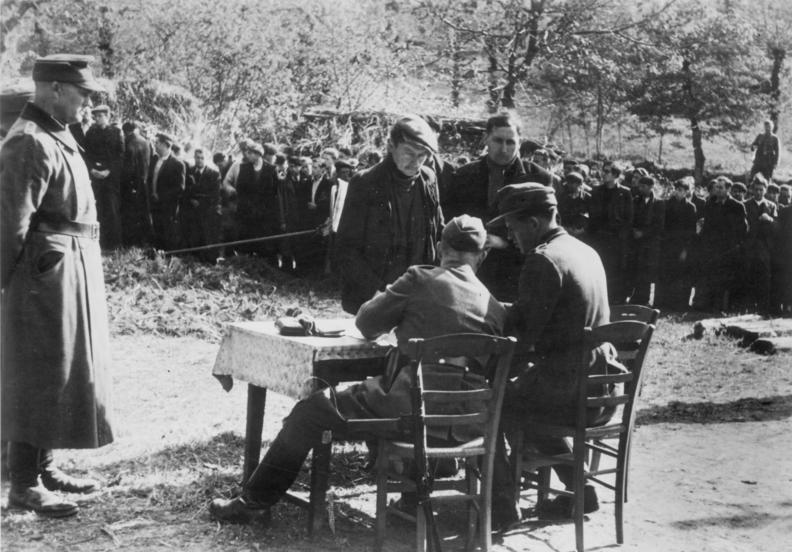
أخذت الصورة من قبل قوات دعاية الفيرماخت في 30 يونيو 1944. تقول التسمية التوضيحية الأصلية: «محاربة الإرهابيين في فرنسا. تحاول الجماعات الإرهابية الشيوعية تعطيل الإجراءات الأمنية الألمانية. تقارير Wehrmachtbericht يوميا عن النجاحات ضد المخربين. في السوق، تجري التحقيقات الأولى».

Wehrmachtbericht (حرفيًا: «تقرير القوات المسلحة»، يُترجم عادةً على أنه بيان الفيرماخت أو تقرير الفيرماخت) هو البيان الرسمي لوسائل الإعلام في القيادة العليا للفيرماخت ومكون رئيسي من الدعاية النازية خلال الحرب العالمية الثانية. قامت بإنتاجها إدارة الدعاية التابعة لقوات OKW (قوات الدعاية الفيرماختية)، وهي تغطي الوضع العسكري في ألمانيا وتُذاع يوميًا على رايخ-روندفونك جيسلشافت في ألمانيا النازية. أذن البث من قبل وزارة الدعاية الرايخ تحت إدارة جوزيف غوبلز. على الرغم من محاولات الأخير لتهدئة التفاؤل المفرط، فقد بالغوا في كثير من الأحيان في نجاح الجيش الألماني، مما دفع المؤرخ أرسطو كاليس لوصف لهجتهم «النصر». 
اعتبرت كل من السلطات المدنية والعسكرية أن Wehrmachtbericht وسيلة حيوية لتعبئة الجبهة الداخلية الألمانية، المساهمة المدنية في المجهود الحربي الألماني، خاصة بعد الهزيمة في معركة ستالينجراد. وفقًا للمؤرخين ولفرام ويت ودانييل أوزيل، وضع البيان الختامي الصادر في 9 مايو 1945 الأساس لأسطورة الفيرماخت النظيف، وهي فكرة أن الفيرماخت قاتل بشرف ولم يتورط في جرائم النظام النازي، والتي (وفقًا للمؤلفين) تحولت إلى أسطورة تحمل المسؤولية إلى شوتزشتافل فقط.  

## إنتاج
خلال الحرب العالمية الثانية، كان بيان Wehrmacht (Wehrmachtbericht) هو وسيلة التواصل الإخبارية الرسمية حول الوضع العسكري للرايخ، وكان مخصصًا للاستهلاك المحلي والأجنبي.  تم إنتاج البلاغ من قبل قسم دعاية خاص ملحق برئيس أركان عمليات الفيرماخت، الجنرال ألفريد جودل، في القيادة العليا للفيرماخت. تحت إشراف الجنرال هاسو فون فيدل، أشرف القسم على العدد المتزايد من شركات الدعاية لقوات الدعاية الفيرماختية (Wehrmachtpropaganda)، وجناح الدعاية لفيرماخت (في الجيش والقوات الجوية والبحرية) وفافين إس إس.  في ذروته في عام 1942، ضمت قوات الدعاية 15000 رجل. 

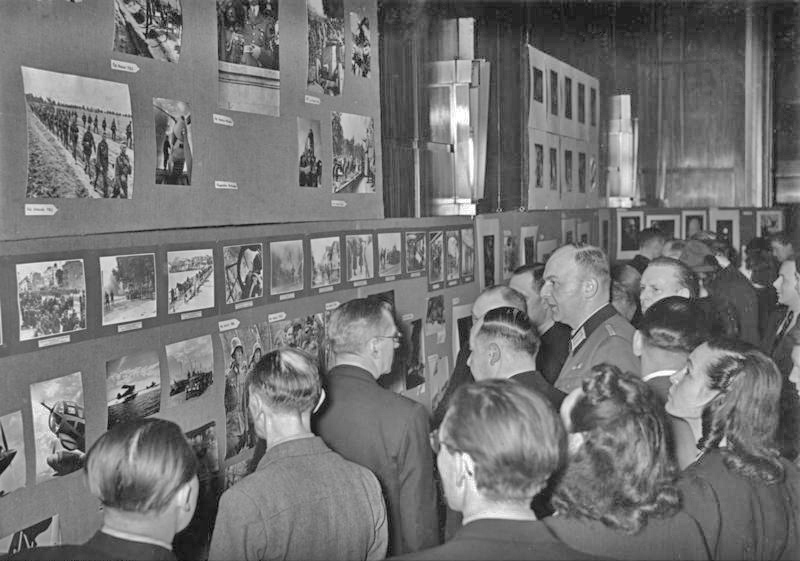
1940 معرض للصور الفوتوغرافية التي أنتجتها شركات الدعاية خلال غزو بولندا. نظم المعرض Reich Association of German Press.

بدأ التخطيط لأنشطة الدعاية من قبل الفيرماخت في عام 1938. وسعى جوزيف غوبلز، رئيس وزارة الدعاية، لإقامة تعاون فعال مع الفيرماخت لضمان التدفق السلس لمواد الدعاية من الجبهة. وأرجأ إلى الجيش في إنشاء شركات الدعاية والسيطرة عليها، لكنه قدم المساعدة في تزويد الأفراد. 
كان هؤلاء الجنود، الذين كانوا جنودًا مدربين، مسؤولين عن إعداد التقارير القتالية لاستخدامها كمواد مصدر لبيانات القيادة العليا للفيرماخت. لم تكن شركات الدعاية سوى وحدات إبلاغ الأخبار في مناطق العمليات العسكرية، حيث مُنع مراسلو الأخبار المدنية من دخول مناطق القتال.  أنتجت القوات المواد المكتوبة والسمعية والأفلام من الجبهة وأرسلوها إلى مركز معالجة في ألمانيا، حيث تمت مراجعتها من قبل الرقابة، ومعظمها لأغراض أمنية. ثم تم إرسال المواد المرشحة إلى وزارة الدعاية للنشر الفوري. 
تم ترخيص جميع عمليات بث Wehrmachtbericht من قبل وزارة غوبلز باعتبارها المؤسسة المسيطرة على وسائل الإعلام الألمانية. حضر مسؤول من وزارة الدعاية مؤتمرات الفيرماخت اليومية، حيث تم تقديم النسخ الأولية من البيان إلى مسؤولي الولاية والحزب.  بدأ يوم غوبلز في الوزارة بقراءة مساعده نص البلاغات الوارده إليه.  على الرغم من أن غوبلز لم يكن له رأي نهائي فيما يتعلق بالبيانات، إلا أنه تأكد من أن المسؤولين من وزارته يعملون عن كثب مع إدارة الدعاية الفيرماختية. 
تم بث البلاغ الأول مع بداية الحرب العالمية الثانية في 1 سبتمبر 1939، وتم إصدار آخر بيان في 9 مايو 1945. تم بث البلاغات يوميًا على رايخ-روندفونك جيسلشافت ونشرت في الصحف. من 12 مايو 1940 فصاعدا تم تكليف الرائد Erich Murawski [erich murawski] من إدارة الدعاية في القيادة العليا للفيرماخت بمهمة إضافة تعليق إليهم، سواء على الراديو (21:00 إلى 21:15) وفي الصحافة. كانت التعليقات موجهة إلى الجمهور المدني، وكانت مكتوبة بلغة المواطن العادي حتى يتمكن السكان من فهم التطورات العسكرية اليومية بسهولة.  تم قراءة البيانات مرتين، الأولى بالسرعة العادية، والمرة الثانية ببطء أكبر، لتمكين المستمعين من نسخها. 

## عملية بربروسا
في صيف عام 1941، أثناء عملية بارباروسا، خلقت البيانات صورة للتقدم الناجح غير المنقطع من ألمانيا في عمق الأراضي السوفيتية، حيث وصف المؤرخ أرسطو كاليس نغمة تقارير الفيرماخت المبكرة بأنها «انتصار».  ومع تقدم العملية، كان من الصعب أكثر فأكثر الحفاظ على وهم النصر السريع والحاسم. التقارير اللاحقة كانت في بعض الأحيان في تناقض صارخ مع تدهور الوضع على الأرض، وهو ما لاحظته القوات الألمانية. بعد هجوم يلنيا السوفيتي شرق سمولينسك في أوائل سبتمبر 1941، كتب أحد جنود المشاة الألمان: 
 رسميا كان يطلق عليه «الانسحاب المخطط» (. . .). ولكن بالنسبة لي كان الكثير من الهراء. في اليوم التالي، سمعنا على الراديو، في «أخبار من الجبهة» (Wehrmachtbericht) عن «التصحيح الأمامي الناجح» في خطوطنا الدفاعية يلنيا والخسائر الهائلة التي ألحقنا بها العدو. ولكن لم تُسمع أي كلمة عن تراجع، وعن الوضع الميؤوس منه، وعن الخدر العقلي والعاطفي للجنود الألمان. باختصار، كان مرة أخرى «نصر». لكننا في الخط الأمامي كنا نركض مثل الأرانب أمام الثعلب. هذا التحول في الحقيقة من «الهراء» إلى «كان نصرا» حيرني، وأحب رفاقي الذين تجرأوا على التفكير. 
 ابتداءً من أغسطس 1941، عندما أصبح من الواضح للبعض في وزارة الدعاية والقيادة العليا لفيرماخت أن الحرب من المحتمل أن تمتد إلى عام 1942، أصبح غوبلز قلقًا متزايدًا بشأن نغمة البيانات المنتصرة. ومع ذلك، أدت سلسلة من الانتصارات المذهلة في سبتمبر، وخاصة في معركة كييف، إلى إزالة أي ضبط للنصوص، مما جعل عمل الدعاية أكثر صعوبة في وقت لاحق، عندما اضطروا إلى توضيح إخفاقات الفيرماخت أمام الجمهور الألماني الذي فقد الثقة بسرعة في انتصار سريع. 
نظرًا للأهداف والمقاربات وسلاسل القيادة المتنافسة، إلى جانب الطبيعة الفوضوية للنظام نفسه، لم تتفق دائمًا مواد الدعاية التي تنتجها وزارة غوبلز، وأوتو ديتريش، ورئيس صحافة هتلر، أوتو ديتريش، في لهجة أو تقييم موقف.  بعد الهجوم على موسكو، بدأت عملية تايفون، في 2 أكتوبر 1941، ووصف غوبلز في مذكراته «التفاؤل المفرط» الذي كان يحدث بين السكان بعد الإعلانات حول التقدم السريع الأولي للقوات الألمانية. بقلق من المزاج «شبه الوهمي»، أصدر تعليماته للصحافة بتبني نهج أكثر حذراً وتحدث إلى جودل عن التخفيف من حدة نبرة بيانات الفيرماخت. ومع ذلك، أعلن البث في 16 أكتوبر أن أول خط دفاعي أمام موسكو قد تم كسره، لأنه لا يزال «متفائلاً للغاية» بالنسبة إلى غوبلز. 

## معركة ستالينجراد
يقدم بيان Wehrmachtbericht حول الحملة الصيفية لعام 1942 وهزيمة الجيش الألماني في معركة ستالينجراد دراسة حالة أخرى عن آثارها على سكان ألمانيا وتطور جهود الدعاية. في أغسطس عام 1942، ظهر اسم «ستالينغراد» بشكل بارز في البيانات حتى قبل وصول الفيرماخت إلى ضواحي المدينة. أصدر جوبلز تعليمات إلى الصحافة الألمانية لممارسة «تفاؤل حذر» حتى لا تكون توقعات عالية للغاية بين السكان. 
الهجوم السوفيتي المضاد، عملية أورانوس، كسرت الأجنحة الألمانية رفيعة المستوى في 19 نوفمبر؛ بحلول 22 نوفمبر، كان تطويق الجيش السادس قد اكتمل. كان اهتمام منظمات الدعاية، العسكرية والمدنية، هو كيفية تقديم هذه الكارثة العسكرية للجمهور. في البداية، تم بذل كل جهد ممكن لإخفاء النطاق الحقيقي للأحداث عن السكان. لم تذكر البيانات المنشورة في الفترة من 19 إلى 24 نوفمبر سوى الهجوم السوفيتي في القطاع الجنوبي من الجبهة الشرقية، ولم تتناول مدى الصعوبات التي واجهها الفيرماخت. 
من 24 نوفمبر فصاعدًا، بدأت بيانات الفيرماخت بالاعتراف بالانطلاقة السوفيتية ووصفت «القتال بالعنيف»، لكنها لم تشر إلى التطويق. أشارت تقارير الشرطة الأمنية الألمانية، جهاز الأمن والمخابرات التابع لشوتزشتافل، إلى أن تقرير 24 نوفمبر تسبب في قلق السكان. كانت هناك فترات لم تذكر فيها ستالينجراد على الإطلاق. بدأت الشائعات الوحشية التي تصف حصار 100,000 جندي ألماني في ستالينجراد، بالتناوب، حيث تمكن بعض الألمان من الحصول على الأخبار من الإذاعة الأجنبية. 
في 16 يناير 1943، ذكرت الرسالة أخيرًا أن الجيش السادس كان يقاتل العدو «من جميع الجوانب»، وبالتالي اعترف بالتطويق، لكن لم يُقال إلا القليل عن الوضع في التقارير اللاحقة. وفي الوقت نفسه، كان غوبلز يعمل وراء الكواليس لدفع برنامجه لتعبئة السكان من أجل " الحرب الشاملة "، مستخدماً الهزيمة الوشيكة في ستالينغراد كصرخة حاشدة.  الحصول على الضوء الاخضر من هتلر، أطلق غوبلز الجهود في أواخر شتاء عام 1943. ركزت الدعاية الحكومية بعد ذلك على التعبئة الداخلية، والمساهمة المدنية في المجهود الحربي الألماني، مع استمرار هذه الرسالة خلال بقية فترة الحرب. 

## تأثير
على الرغم من سوء التوافق بين الحين والآخر بين الرسائل، حيث كانت لهجة بيانات الفيرماخت مفرطة في الإثارة على غوبلز، «الواقعية» الموصوفة ذاتيا،  أثبتت العلاقات بين المنظمات الدعائية العسكرية والمدنية نجاحها طوال الحرب. كان الاحتكاك منخفضًا، على الرغم من أن العديد من منشورات الاعتذار التي أعقبت الحرب، مثل الحساب الذي قدمته فيدل، وصفت العلاقات بينهما بأنها إشكالية.  اعتبر كل من غوبلز وJodl أن Wehrmachtbericht أداة حيوية لتعبئة الجبهة الداخلية الألمانية، خاصة بعد الهزيمة في ستالينجراد. 

 منذ البداية، وفقًا للمؤرخ دانيال أوزيل، تعتبر آلة الدعاية النازية أن بيانات فيرماخت «لها قيمة مستقبلية، إلى جانب الاستخدام الفوري كوسيلة لتوصيل الأخبار». جنبا إلى جنب مع جميع المواد الدعائية الأخرى التي ينتجها الفيرماخت، كانت الرسالة الأساسية هي «تفوق روح المحارب الألماني وشخصيته». تم البث النهائي، الصادر عن حكومة كارل دونيتز، في 9 مايو 1945: 
 منذ منتصف الليل كانت الأسلحة على جميع الجبهات صامتة. بأمر من الجنرال كارل دونيتز، توقف الفيرماخت عن القتال اليائس. مع هذا، انتهى صراع بطولي دام ما يقرب من 6 سنوات. جلبت لنا انتصارات كبيرة ولكن أيضا هزائم ثقيلة. وقد هزم الفيرماخت بشرف من قبل قوى متفوقة. لقد بذل الجندي الألماني، وفقا لحلفه، جهدا لا ينسى لشعبه. حتى النهاية، دعم الوطن بكل قوته، تحت أشد التضحيات. يجب أن يحظى الأداء الفردي للجبهة بشرفها النهائي في الحكم العادل اللاحق. إنجازات وتضحيات الجنود الألمان في البحر، على الأرض وفي الجو لم تفلت من إشعار عدونا. لذلك، يمكن لكل جندي أن يرفع رأسه عالياً، ويضع سلاحه بفخر. يمكنه أن يبدأ العمل بشجاعة وثقة في أقسى ساعة في تاريخنا، من أجل الحياة الأبدية لشعبنا. 
 هذه الكلمات كانت مخصصة للاستهلاك العام من قبل الأمة المهزومة الآن. وفقًا لأوزيل، في هذا الخطاب الإذاعي الأخير، كان دعاة الفيرماخت يأملون في تحديد الإطار المرجعي لكامل مجهود الحرب في 1939-1945. في هذا كانوا ناجحين. ساعد البيان الأخير في إرساء الأساس لأسطورة " الفيرماخت النظيف "، الفكرة القائلة بأن الفيرماخت قاتل بشرف ومهن، ولم يكن متورطًا في جرائم النظام النازي بأي شكل من الأشكال، والتي (وفقًا للأسطورة) تتحمل قوات الأمن الخاصة المسؤولية الوحيدة.  ردد المؤرخ وولفرام ويت هذا التقييم في كتابه عام 2006 بعنوان "الفيرماخت: التاريخ والأسطورة والواقع" . 

### اقتباسات
1. 1 2 3 4 5 6 7 8 9 10 11  Kallis 2005.
2. 1 2  Wette 2006.
3. 1 2 3 4 5 6 7 8  Uziel 2008.
4. 1 2 3 4  Yad Vashem.
5. 1 2 3  Longerich 2015.
6. ↑  Krockow 1992.
7. ↑  Stahel 2009.